# شهرستان بدنژا
شهرستان بدنژا (به لاتین: Bednja) یک منطقهٔ مسکونی در کرواسی است که در شهرستان واراژدین واقع شده‌است. شهرستان بدنژا ۷۶٫۶۹ کیلومتر مربع مساحت و ۳٬۹۹۲ نفر جمعیت دارد.